# María Irene Fornés
María Irene Fornés (Havana, 14 de maio de 1930 - Nova Iorque, 30 de outubro de 2018) foi uma escritora, dramaturga e diretora cubano-estadunidense, lésbica, notável na cena off-off-Broadway na década de 1960. As peças teatrais de Fornés variam amplamente de assunto, mas em grande medida tratam sobre o impacto das condições econômicas nas relações pessoais. Fornés ganhou diversos Obie Theatre Awards e também foi finalista do Prêmio Pulitzer.
Na década de 1960, ela se relacionou com a escritora e ativista Susan Sontag, que foi quem a quem encorajou a começar a escrever.

## Biografia
Fornés nasceu em Havana, Cuba, no ano de 1930. Depois da morte de seu pai Carlos Fornés, em 1945, imigrou para os Estados Unidos aos 15 anos, com sua mãe, Carmen Collado Fornés e sua irmã, Margarita Fornés Lapinel. Irene teve duas irmãs mais velhas, Margarita e Carmencita e três irmãos mais velhos, Rafael (famoso cartunista), Hector e Raul. Ela se tornou cidadã dos Estados Unidos em 1951.
Depos de imigrar, Fornés trabalhou em uma fábrica de calçados chamada Capezio. Insatisfeita consua condição, ela fez aulas de inglês e tornou-se tradutora. Aos 19 anos, se interessou pela pintura e começou sua educação formal em arte abstrata, estudando com Hans Hofmann na cidade de Nova Iorque e em Provincetown, Massachusetts.
Em 1954, Fornés conheceu a escritora, modelo e artista Harriet Sohmers Zwerling. Elas se tornaram namoradas. María se mudou para Paris para morar com Sohmers e estudar pintura. Lá, se aproximou do mundo do teatro ao assistir uma produção francesa de Waiting for Godot , de Samuel Beckett. Embora nunca tivesse lido a peça e não entendesse francês, foi aí que ela percebeu o forte impacto que o teatro poderia ter sobre as pessoas. Apesar disso, ela só começou a escrever anos depois, no início dos anos 1960. Ela morou com Sohmers em Paris por três anos, mas o relacionamento acabou antes que Fornés retornasse à Nova Iorque em 1957.
Em 1959, Fornés conheceu a escritora Susan Sontag em uma festa e iniciou um relacionamento que durou vários anos. Enquanto Fornés estava com Sontag, ela começou a escrever peças.

## Peças
| - The Widow (1961) - There! You Died (1963) (produzido como Tango Palace em 1964) - The Successful life of 3: A skit for Vaudeville (1965) - Promenade (música de Al Carmines) (1965) - The Office (1966) - The Annunciation (1967) - A Vietnamese Wedding (1967) - Dr. Kheal (1968) - Molly's Dream (música de Cosmos Savage) (1968) - The Red Burning Light, or Mission XQ3 (música de John Vauman) (1968) - Aurora" (música de John Fitzgibbon) (1972) - The Curse of the Langston House (1972) - Cap-a-Pie (música de José Raúl Bernardo) (1975) - Washing (1976) - Fefu and Her Friends (1977) - Lolita in the Garden (1977) - In Service (1978) - Eyes on the Harem (1979) - Evelyn Brown (A Diary) (1980) - Blood Wedding (adaptado de Bodas de Sangre por Lorca) (1980) - Life is a Dream (adaptado de La vida es sueño por de la Barca) (1981) - A Visit (1981) - The Danube (1982) | - Mud (1983) - Sarita (música de Leon Odenz) (1984) - No Time (1984) - The Conduct of Life (1985) - Cold Air (adaptado e traduzido da peça de Piñera) (1985) - A Matter of Faith (1986) - Lovers and Keepers (música de Tito Puente and Fernando Rivas) (1986) - Drowning (adaptado da história de Chekhov) (1986) - Art (1986) - "The Mothers" (1986; revisado como Nadine in 1989) - Abingdon Square (1987) - Uncle Vanya (adaptado da peça de Chekhov) (1987) - Hunger (1988) - And What of the Night? (quatro peçasde um ato: Nadine, Springtime, Lust and Hunger) (1989) - Oscar and Bertha (1992) - Terra Incognita (música de Roberto Sierra) (1992) - Enter the Night (1993) - Summer in Gossensass (1995) - Manual for a Desperate Crossing (1996) - Balseros (Rafters) (ópera baseada em Manual for a Desperate Crossing, música de Robert Ashley) (1997) - Letters from Cuba (2000) |

## Prêmios
- 1961 Prêmio de financiamento da Fundação John Hay Whitney.[7]
- 1965 Prêmio Obie pelas peças Promenade and The Successful Life of 3
- 1977 Prêmio Obie pela escrita de Fefu and Her Friends
- 1979 Prêmio Obie pela direção de Eyes on the Harem
- 1982 Prêmio Obie
- 1984 Dois Prêmio Obies pela escrita e direção de The Danube, Sarita and Mud
- 1985 Prêmio Obie de melhor nova peça por The Conduct of Life
- 1985 American Academy of Arts and Letters
- 1986 Playwrights U.S.A. Award pela tradução de Cold Air
- 1988 Prêmio Obie de melhor nova peça por Abingdon Square
- 2000 Prêmio Obie – cirtação especial à Letters From Cuba
- 1990 New York State Governor's Arts Award.[8]
- 2001 Robert Chesley Award
- 2002 PEN/Laura Pels International Foundation for Theater Award